# Praia da Tartaruga
Vista da Praia da Tartaruga
A Praia da Tartaruga localiza-se na cidade de Armação dos Búzios, no estado brasileiro do Rio de Janeiro.